# Contenitore

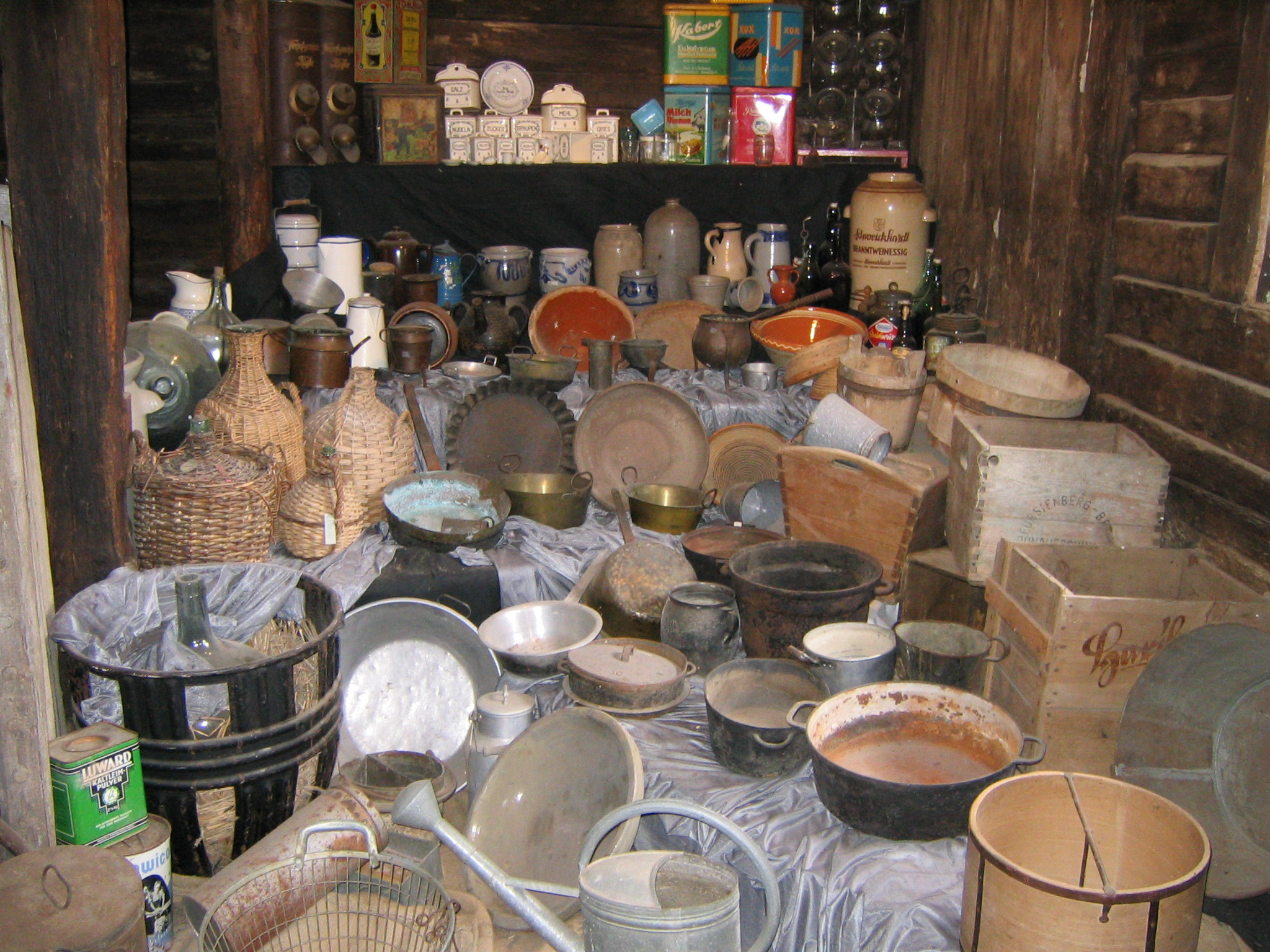
Magazzino con vari tipi di contenitori

Un contenitore è un qualsiasi oggetto cavo atto a contenere altri oggetti, o sostanze.
I contenitori utilizzati per contenere sostanze liquide o materiali granulari vengono detti recipienti.
Gli esseri umani hanno usato contenitori per almeno 100.000 anni, anche forse per milioni di anni. I primi contenitori furono probabilmente inventati per conservare il cibo, permettendo ai primi esseri umani di conservare più cibo per un tempo più lungo, di trasportarlo più facilmente e anche di proteggerlo da altri animali. Lo sviluppo di contenitori per la conservazione degli alimenti era "di immensa importanza per le popolazioni umane in evoluzione" ed "era un comportamento totalmente innovativo" non rilevato in altri primati. I primi contenitori erano probabilmente oggetti rinvenuti in natura come zucche cave, di cui sono stati trovati esempi primitivi in culture come i Tharu, e i nativi hawaiani. Questi furono seguiti da cesti intrecciati, legno intagliato e ceramica.
Successivamente i contenitori hanno continuato a svilupparsi insieme ai relativi progressi nella tecnologia umana e allo sviluppo di nuovi materiali e nuovi mezzi di produzione. Le prime bottiglie di vetro furono prodotte dai Fenici; esemplari di bottiglie di vetro traslucido e trasparente fenicie sono stati trovati a Cipro e Rodi generalmente di lunghezza variabile da tre a sei pollici. Si pensava che questi esempi fenici del primo millennio a.C. fossero usati per contenere profumi. Gli antichi romani appresero la lavorazione del vetro dai Fenici e produssero molti esempi tuttora esistenti di bottiglie di vetro pregiato.
Nel 1810 il francese Philippe de Girard andò a Londra e si appoggiò al commerciante britannico Peter Durand come agente per brevettare la propria idea per un processo per la produzione di lattine. Il concetto di lattina era basato sul lavoro sperimentale di conservazione degli alimenti in contenitori di vetro l'anno prima dall'inventore francese Nicholas Appert. Durand non perseguiva l'inscatolamento del cibo, ma, nel 1812, vendette il suo brevetto a due inglesi, Bryan Donkin e John Hall, che perfezionarono il processo e il prodotto e fondarono la prima fabbrica di conserve commerciali al mondo a Southwark Park Road, a Londra. Nel 1813 iniziarono a produrre i loro primi prodotti in scatola di latta per la Royal Navy.
Il contenitore standardizzato in acciaio fu sviluppato negli anni '50 e divenne rapidamente onnipresente per il trasporto su larga scala di merci commerciali.
Verso la fine del XX secolo, l'introduzione della progettazione assistita da computer ha permesso di progettare contenitori altamente specializzati, nonché di realizzare etichette aderenti per contenitori di forme insolite.

## Tipologie
- Contenitori cilindrici in ceramica tra cui:
  - Vasi antichi, tra cui anfore, kvevri, pithos e dolium
  - Bottiglie, simili a un vaso in quanto tradizionalmente simmetriche rispetto all'asse perpendicolare alla sua base e realizzate in vetro
  - Barattoli, tradizionalmente cilindrici e in vetro
- Contenitori cilindrici tra cui:
  - Botti, costituiti da doghe di legno legate da corda, cerchi di legno o di metallo.
  - Lattine, tradizionalmente cilindriche e in lamiera.
  - Fusti, simili ad una lattina ma decisamente cilindrici e non necessariamente metallici
  - Vasca
  - Barile
- Contenitori rettilinei tra cui:
  - Scatole
  - Casse, una scatola o un esoscheletro rettilineo, progettato per il sollevamento o il carico
  - Trolley
  - Corf
- Contenitori flessibili tra cui:
  - Borse, come borse della spesa, borse della posta, borsa per malati
  - Bagagli, comprese cartelle, zaini e valigette
  - Pacchetti
  - Sacchi di juta, sacchi di farina
  - Portafogli
- Contenitori per la spedizione, tra cui:
  - Scatole ondulate, realizzate in cartone ondulato
  - Container intermodali, ossia container navali o container cargo
    - Unità equivalenti a venti piedi, dimensioni di un container intermodale standard del settore (circa 6 metri)

  - Contenitori sfusi intermedi
  - ULD
  - Sacconi

## Galleria d'immagini

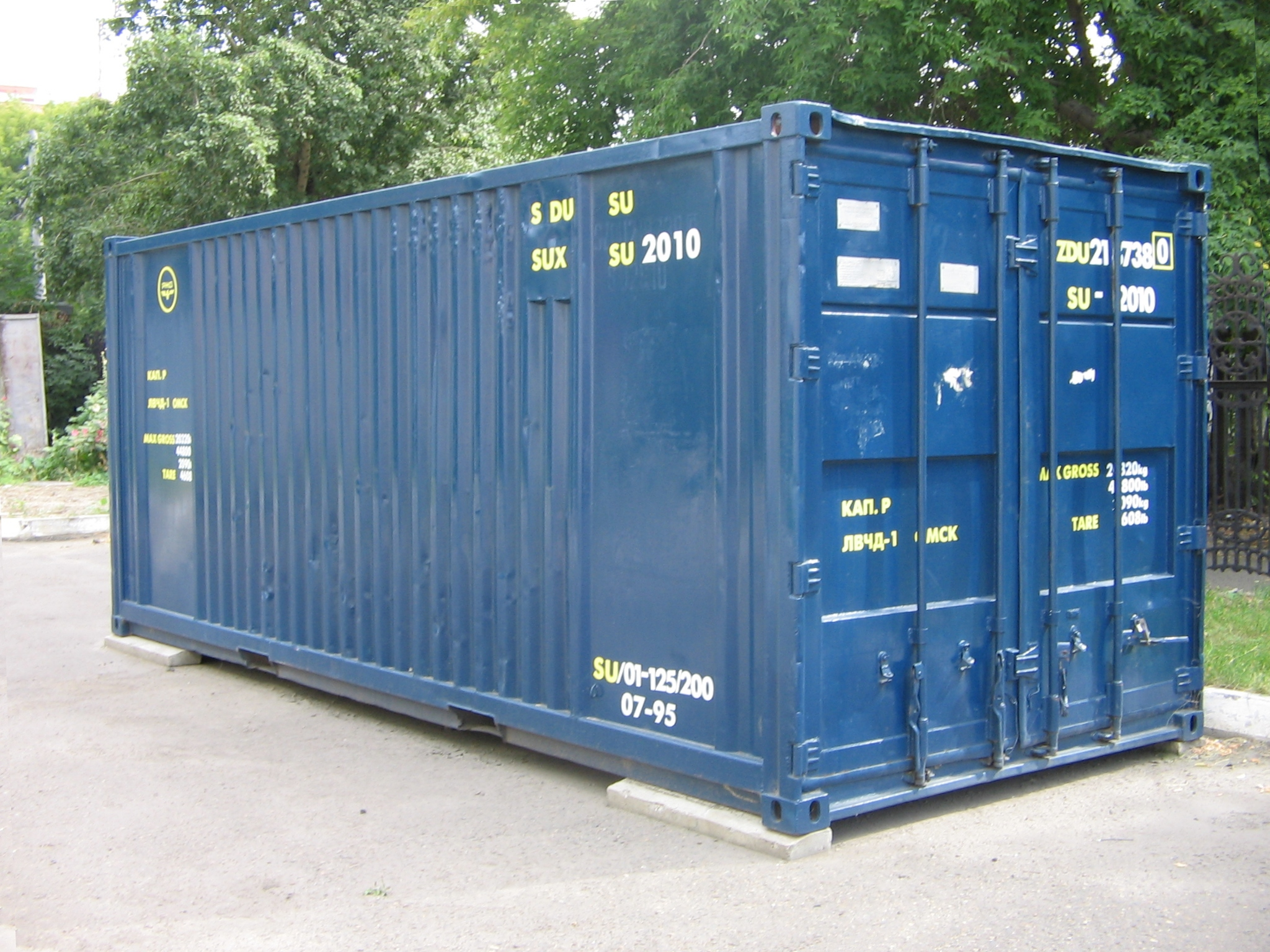
Un contenitore ISO di 20 ft (6,1 m) equivalente a 1 TEU.
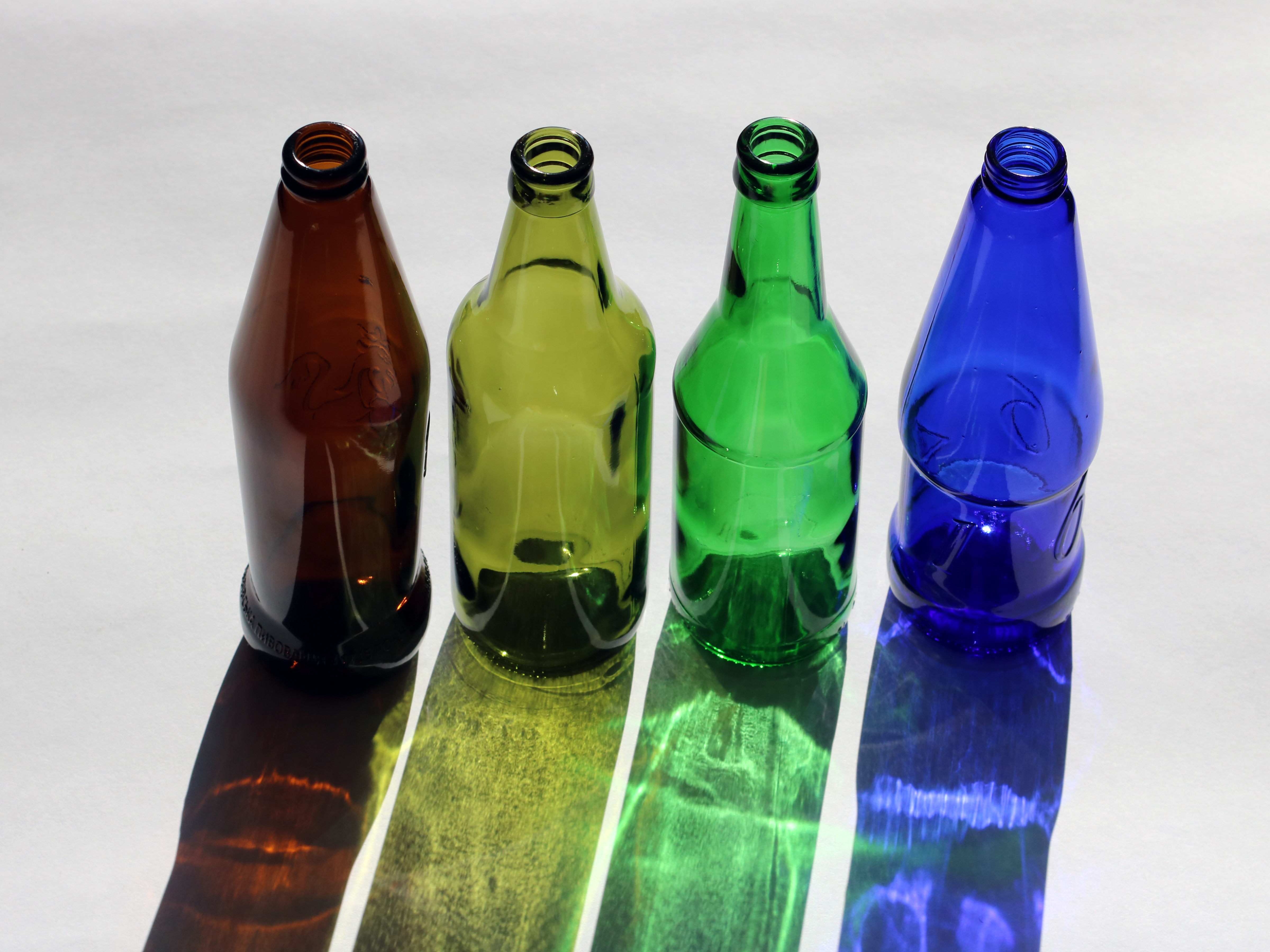
Vari tipi di bottiglie
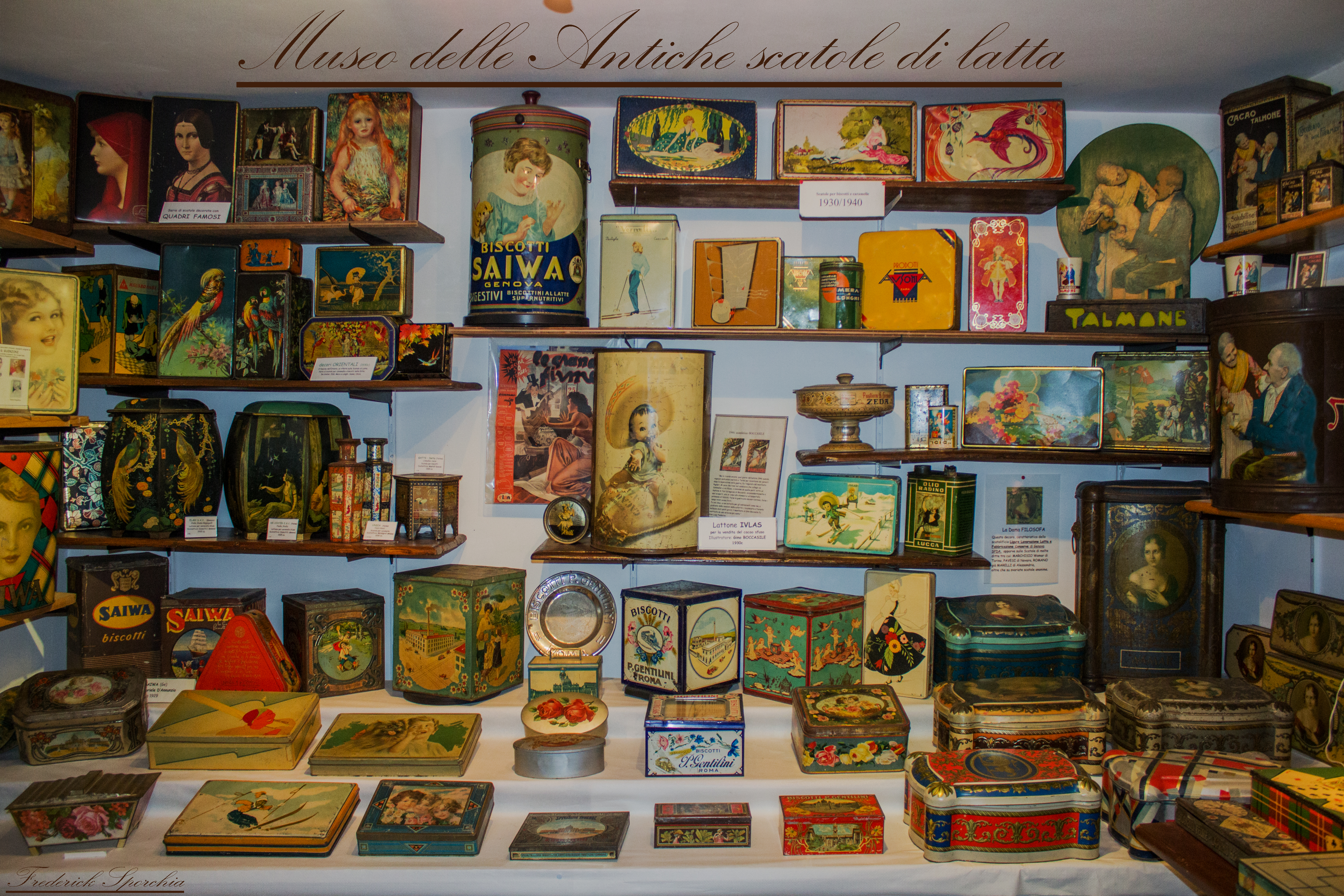
Vari tipi di scatole di latta antiche
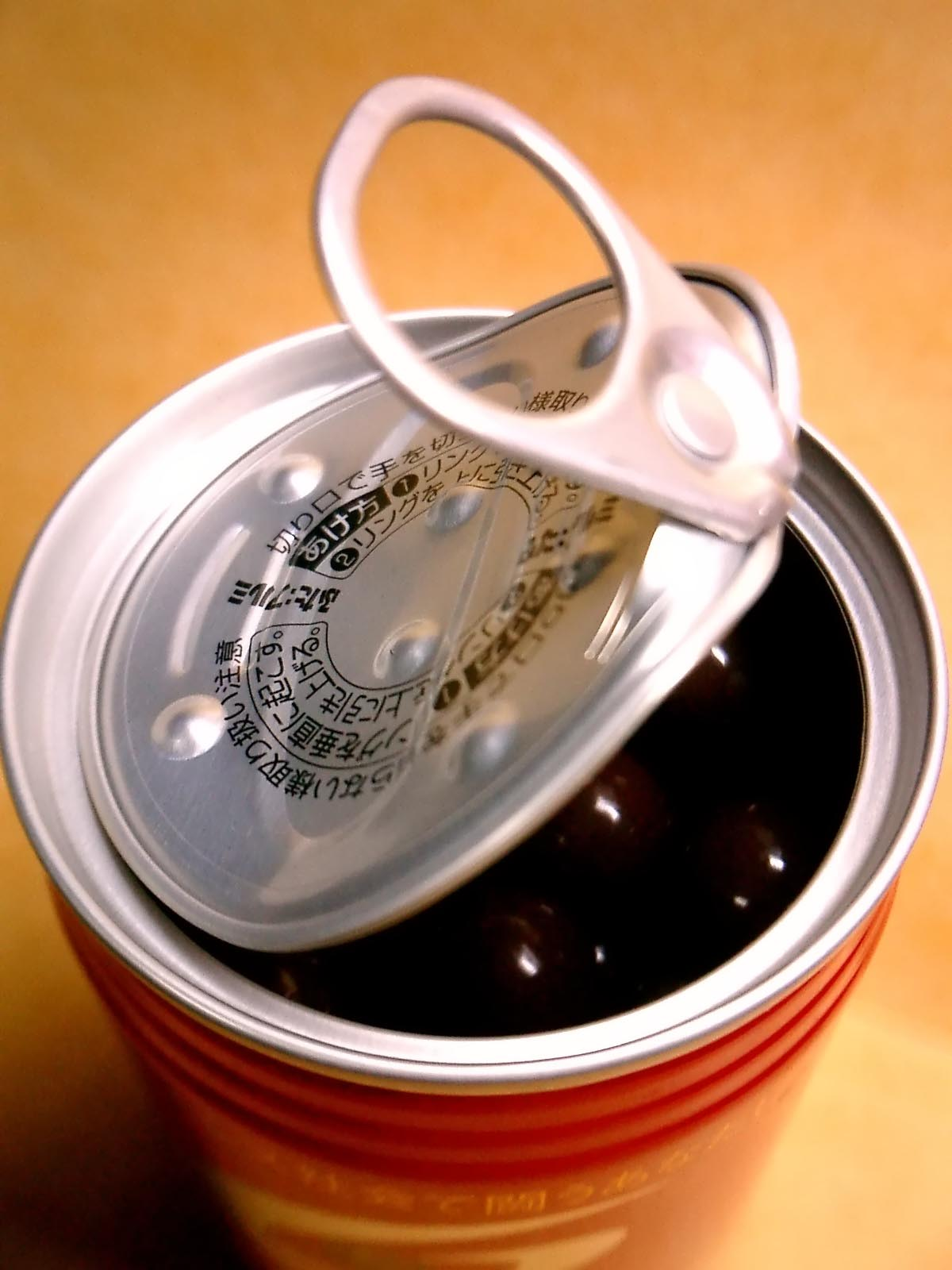
Lattina aperta
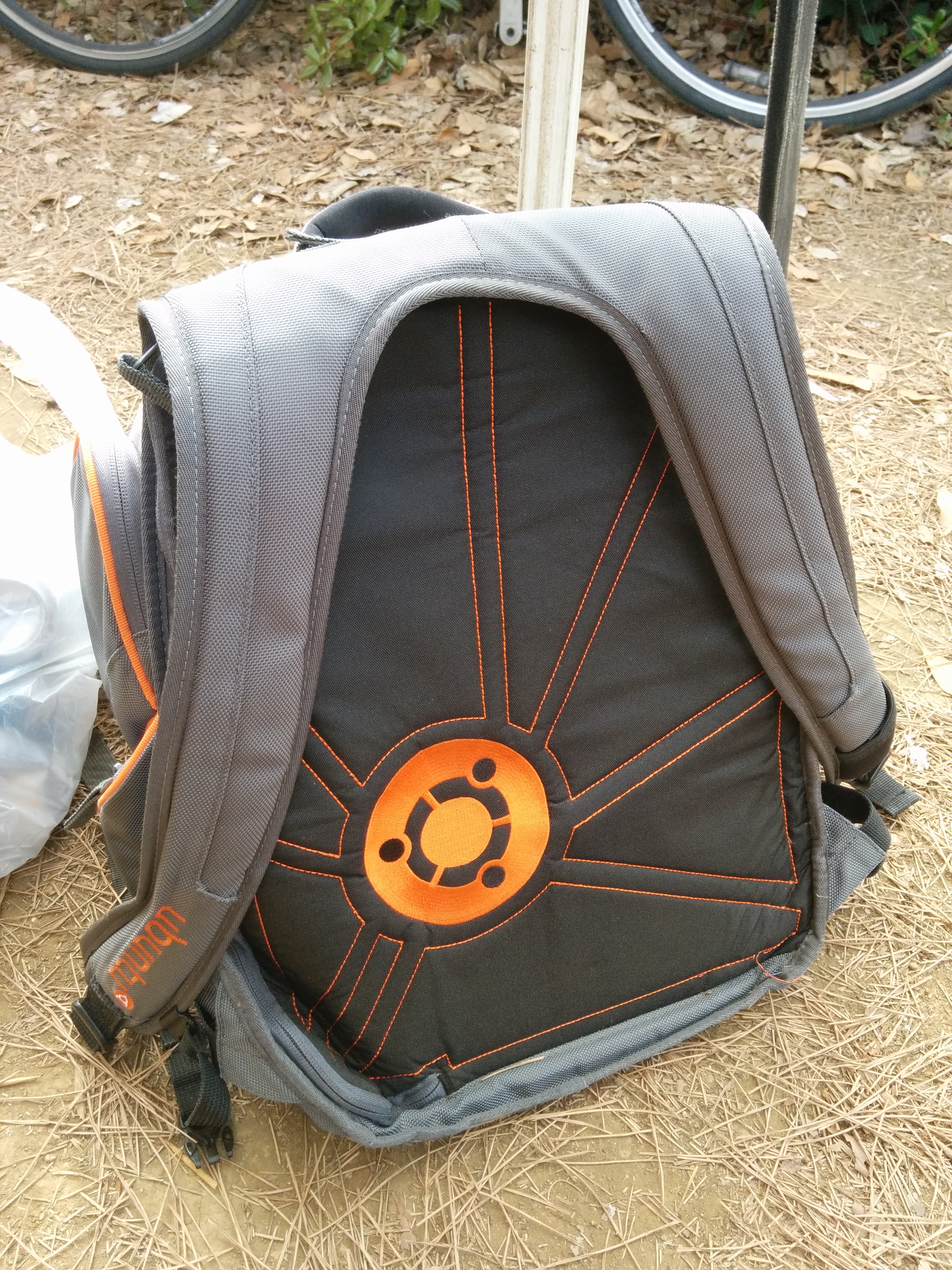
Zaino con il logo di Ubuntu
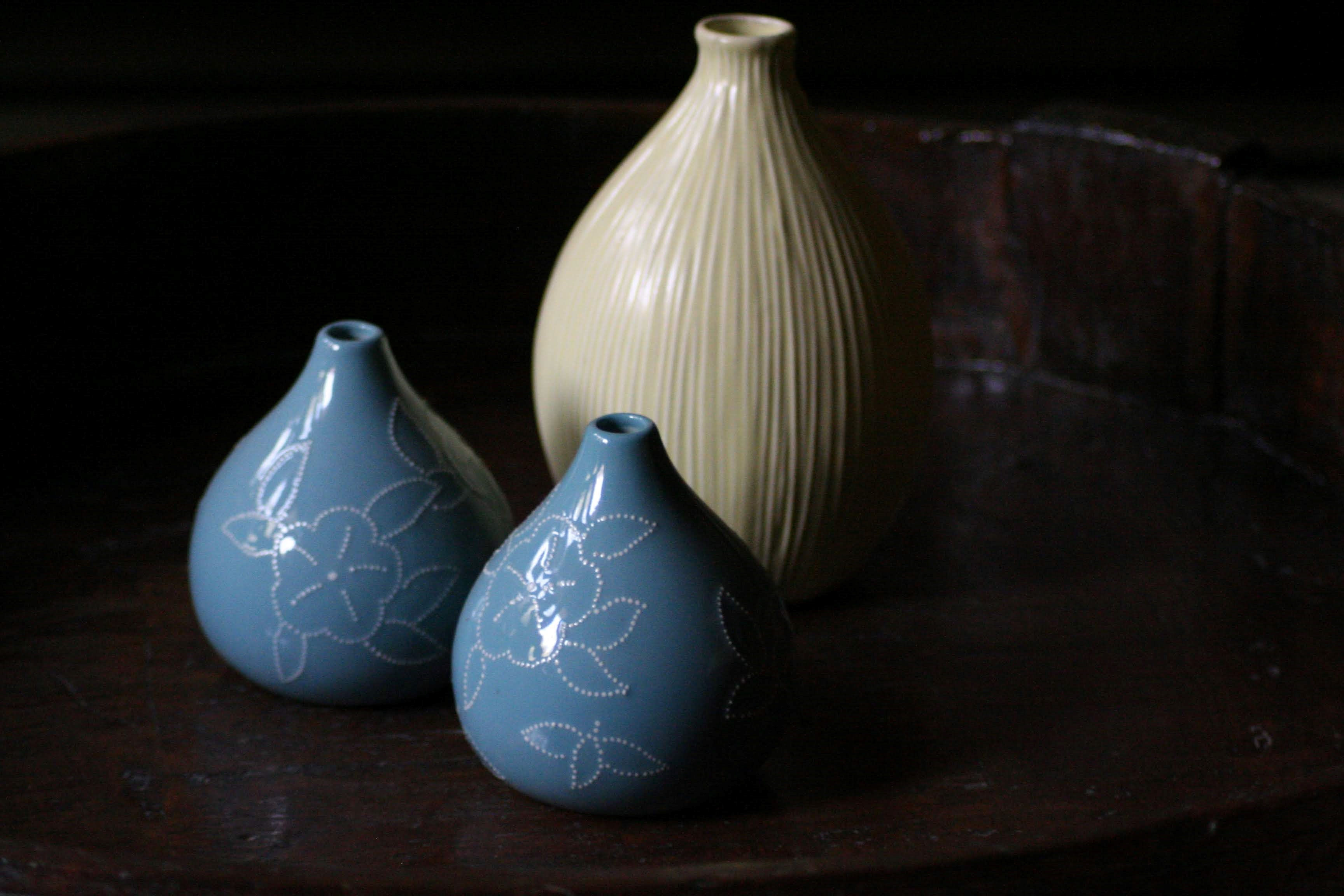
Vasi coreani
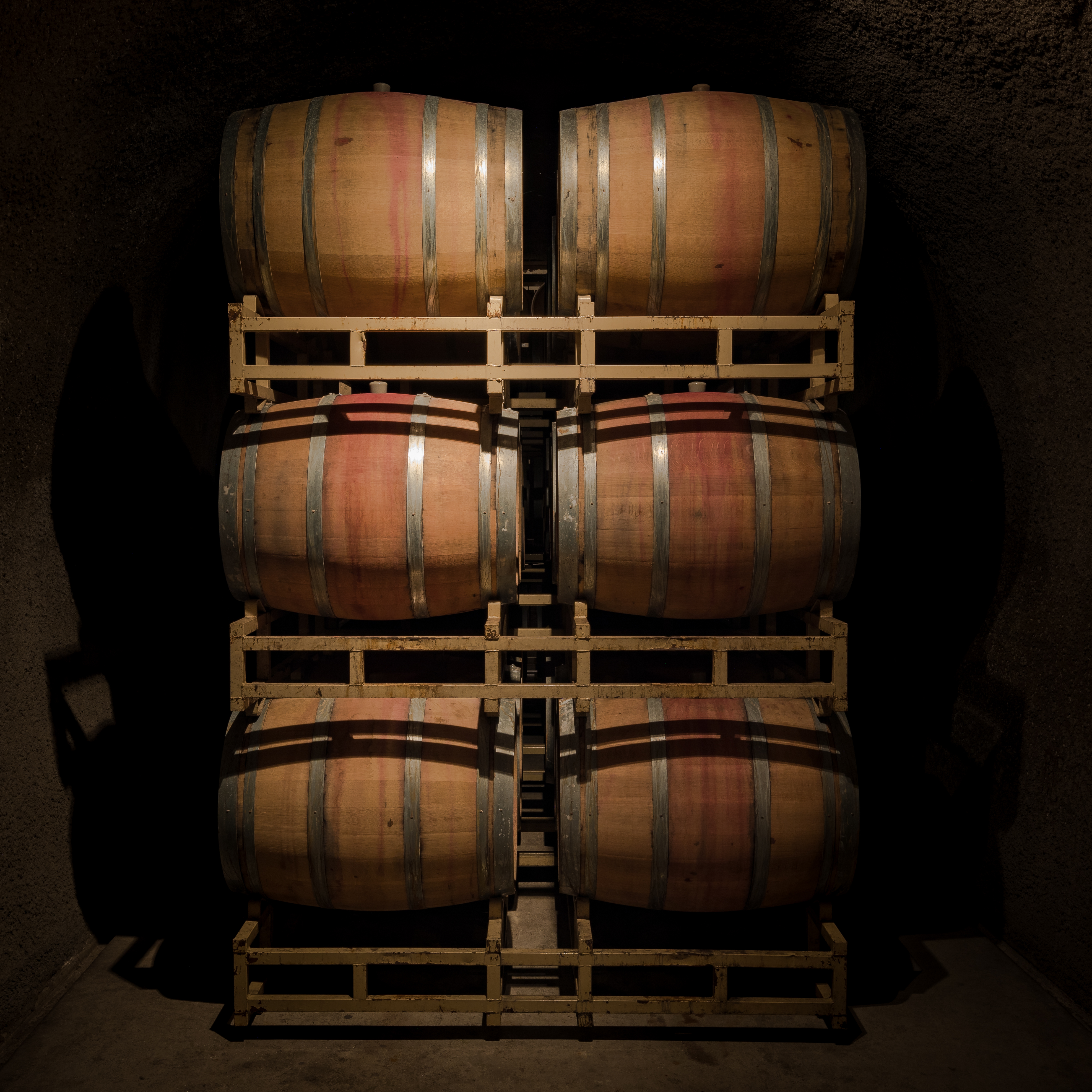
Botti di quercia nella grotta del vino di Rutherford Hill Winery nella contea di Napa, California.
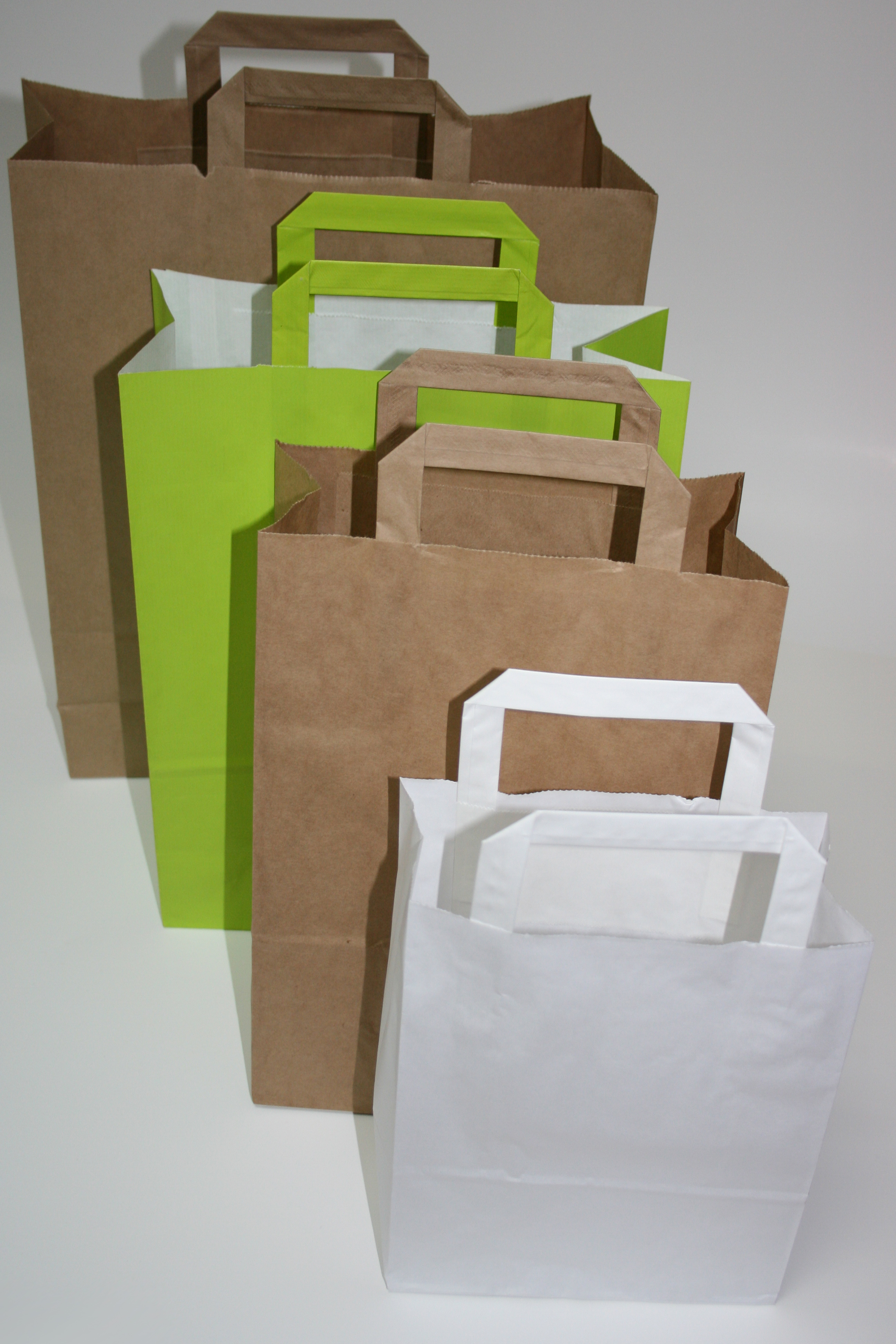
Sacchetti di carta con manici
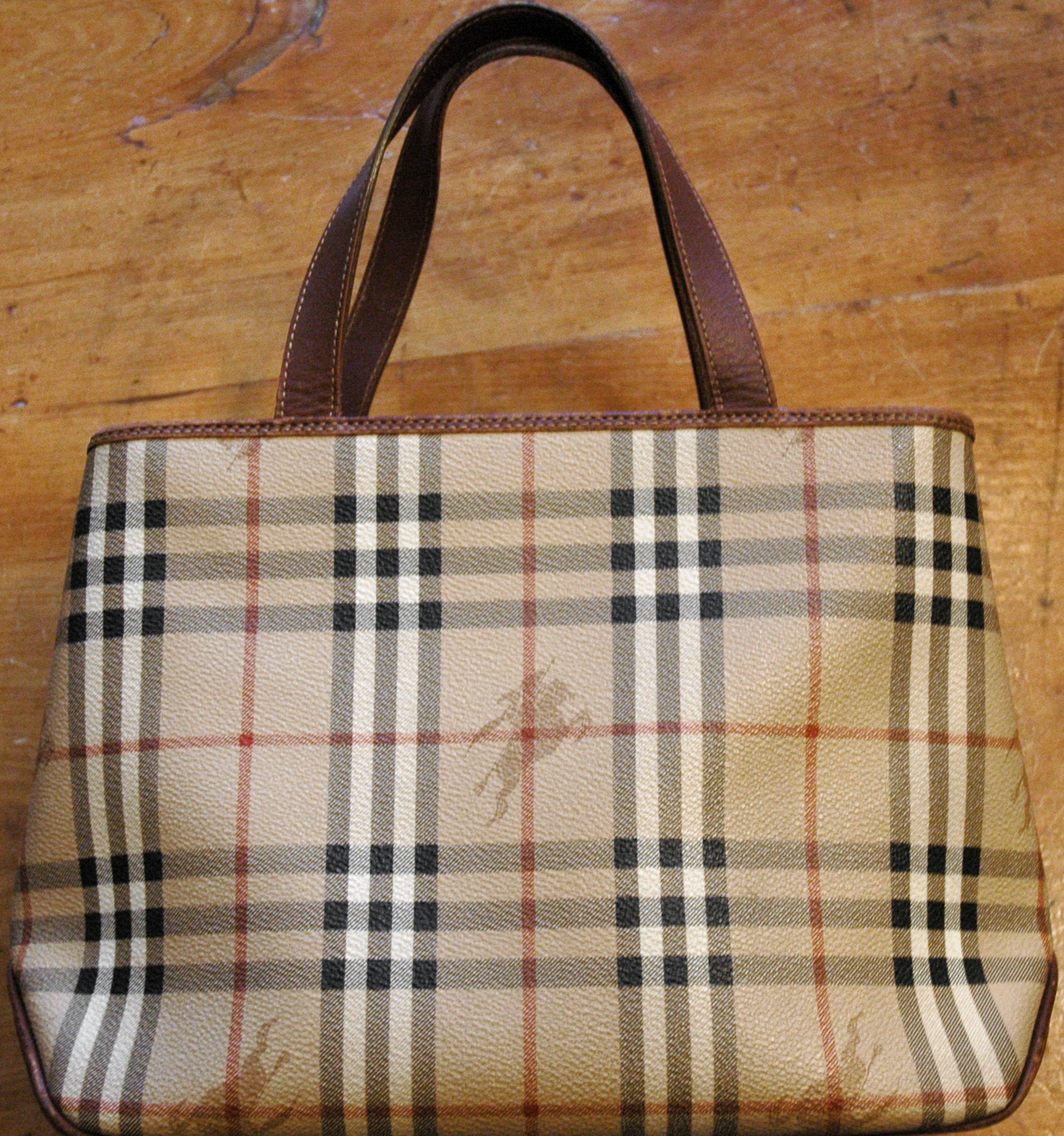
Borsa a tracolla
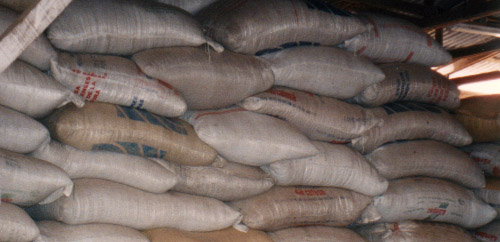
Sacchi di Juta
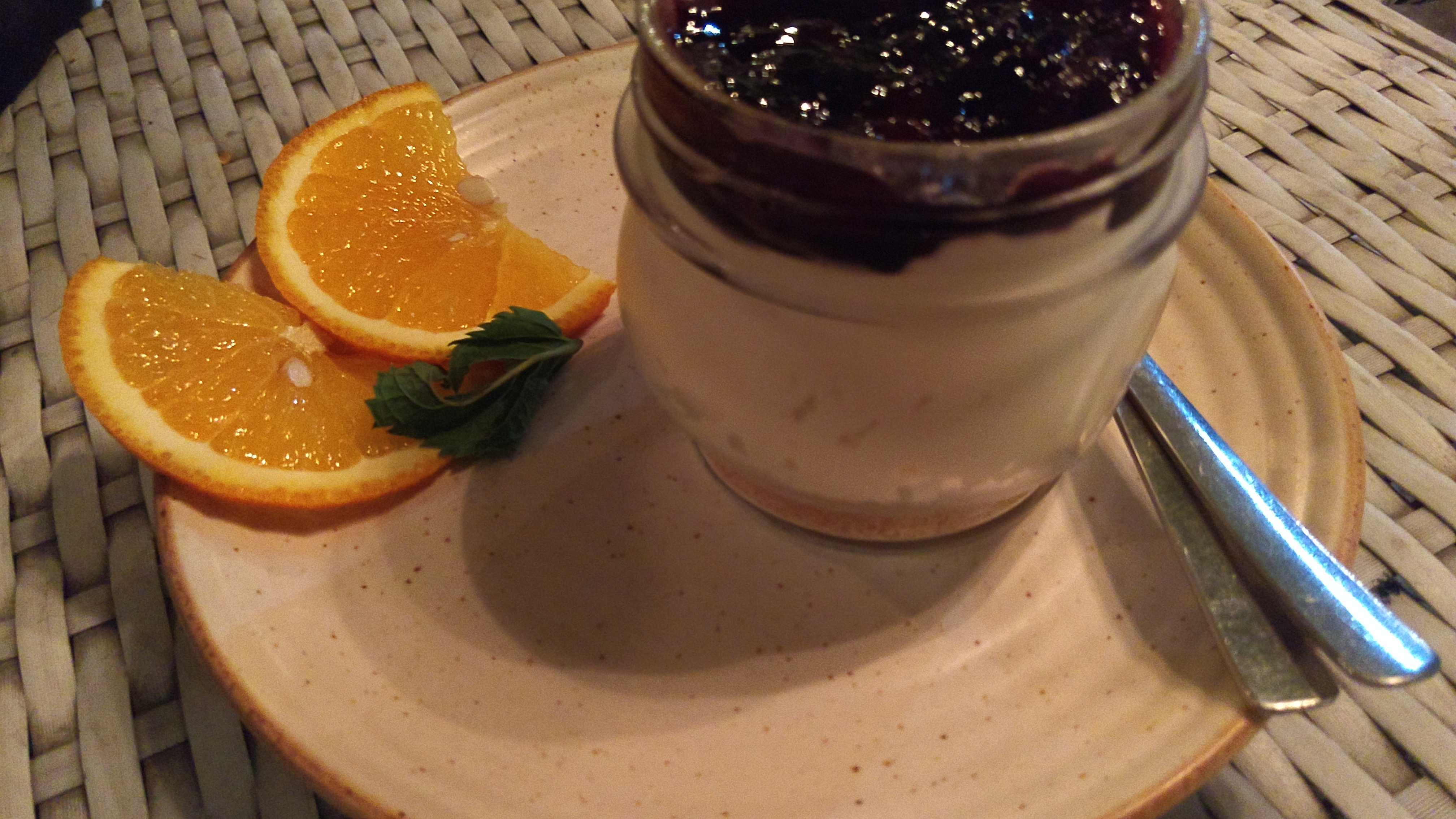
Un barattolo per alimenti
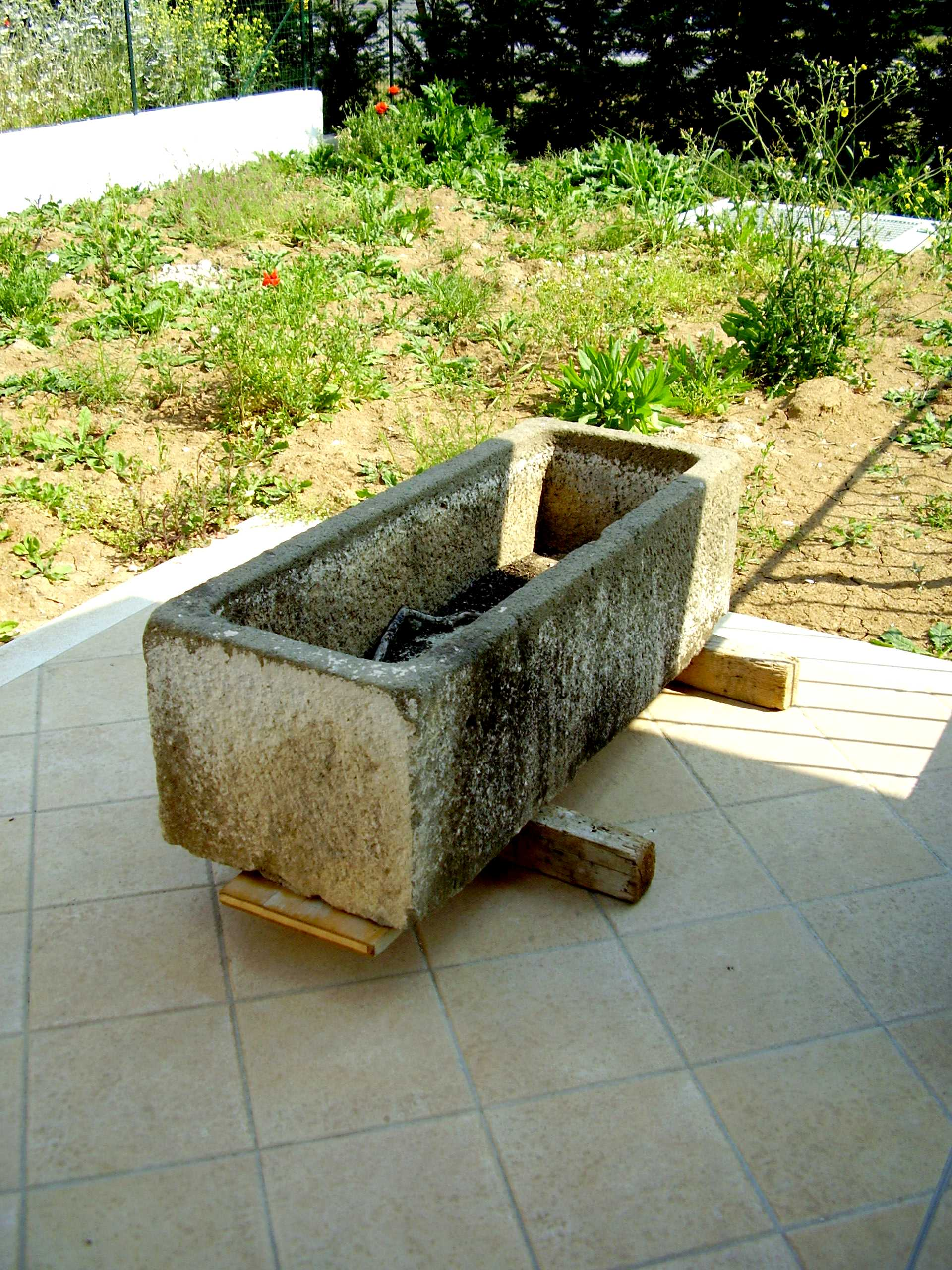
Vasca romana in trachite